# Горін Микола Олександрович
Горін Микола Олександрович (нар. 8 червня 1940 — пом. 4 квітня 2019) науковець у галузі ґрунтознавства, доктор біологічних наук, кандидат сільськогосподарських наук, професор кафедри ґрунтознавства Харківського національного аграрного університету імені В. В. Докучаєва.

## Біографія
Микола Олександрович народився 8 червня 1940 року у с. Гусинка Куп'янського району Харківської області.
У 1962 році закінчив факультет агрохімії та ґрунтознавства Харківського сільськогосподарського інституту імені В. В. Докучаєва.
З 1962 по 1965 роки завідував агрохімлабораторією Володимир-Волинського виробничого колгоспно-радгоспного управління Волинської області.
У 1965 році навчання в аспірантурі на кафедрі ґрунтознавства Харківського сільськогосподарського інституту імені В. В. Докучаєва.
У 1970 році захистив кандидатську дисертацію на тему «Изменение направления почвообразовательных процессов засоленных торфяных почв Левобережного Среднего Приднепровья при их окультуривании».
У 2002 році захистив докторську дисертацію «Заплавне ґрунтотворення Полісся та Лісостепу України (еволюція, біогеохімія, окультурювання».
У 2003 році професор кафедри ґрунтознавства Харківського національного аграрного університету імені В. В. Докучаєва.
У 2009 році Микола Олександрович ініціатор відкриття нового напряму підготовки бакалаврів — «екологія, охорона навколишнього середовища та збалансоване природокористування».

## Праці
Микола Олександрович автор і співавтор понад 265 робіт наукового і навчально-методичного характеру. Він уперше сформулював
теоретичні основи окультурення природного
ґрунтогенезу
екологічно уразливих ґрунтів. Досліджував
біогеохімічні закономірності
культурного ґрунтогенезу на
основі еволюційно-екосоціального підходу до вивчення ґрунтового покриву. Вів
ряд авторських телепередач «Якщо ти господар»
і був співавтором кількох
навчальних кінофільмів на
теми агрогенетичного та екологічного ґрунтознавства.

## Відзнаки та нагороди
- медаль «Знак пошани»;
- почесні грамоти і дипломи.